# Elaine Hendrix
Katherine Elaine Hendrix (Oak Ridge, 28 dicembre 1970) è un'attrice, modella e ballerina statunitense.

## Biografia
Nata nel Tennessee, trascorse i suoi primi anni a Knoxville e a Morristown.
Figlia unica dell'attrice Mary Elaine DePersio e Thomas Hendrix Jr., i suoi genitori divorziarono quando aveva 15 anni e lei andò a vivere con la madre Mary ad Atlanta, dove frequentò la Northside School of Performing Arts.
Ha prestato il volto per il personaggio di Alex Wesker in Resident Evil: Revelations 2.

## Filmografia parziale

### Cinema
- Romy & Michelle (Romy and Michele's High School Reunion), regia di David Mirkin (1997)
- Genitori in trappola (The Parent Trap), regia di Nancy Meyers (1998)
- Inspector Gadget 2 – film direct-to-video (2003)
- Player 5150, regia di David Michael O'Neill (2008)
- Dear Lemon Lima, regia di Suzi Yoonessi (2009)
- Beverly Hills Chihuahua 2, regia di Alex Zamm (2011)
- Snitch, regia di Heather Hale (2011)
- Quel pazzo venerdì, sempre più pazzo (Freakier Friday), regia di Nisha Ganatra (2025)

### Televisione
- Friends – serie TV, episodio 9x03 (2002)
- The Big Time, regia di Paris Barclay – film TV (2002)
- Streghe (Charmed) – serie TV, episodio 6x21 (2004)
- Ghost Whisperer - Presenze (Ghost Whisperer) – serie TV, episodio 1x12 (2005)
- E.R. - Medici in prima linea (ER) – serie TV, episodio 13x04 (2006)
- Criminal Minds – serie TV, episodio 4x11 (2008)
- Castle – serie TV, episodio 2x05 (2009)
- NCIS: Los Angeles - serie TV, episodio 2x05 (2010)
- Due uomini e mezzo (Two and a Half Men) – serie TV, 1 episodio (2013)
- Proven Innocent – serie TV (2019)
- Dynasty – serie TV (2019-2022)

## Doppiatrici italiane
Nelle versioni in italiano delle opere in cui ha recitato, Elaine Hendrix è stata doppiata da:
- Francesca Fiorentini in The Chronicle, Beverly Hills Chihuahua 2, Dynasty
- Francesca Guadagno in Genitori in trappola, Ghost Whisperer - Presenze
- Giò Giò Rapattoni in Inspector Gadget 2, Jane Doe
- Claudia Razzi in Castle
- Emilia Costa in NCIS: Los Angeles
- Antonella Alessandro in Due uomini e mezzo
- Anna Cugini in Twisted
- Orsetta De Rossi in 90210
- Alessia Lionello in Romy & Michelle
- Georgia Lepore in Molly
- Giovanna Martinuzzi in Get Smart - Un detective tutto da ridere
- Barbara Berengo Gardin in Le avventure di Brisco County Jr.
- Franca D'Amato in Superstar - Osa sognare
- Silvia Tognoloni in Per una sola estate
- Stella Musy in Quel pazzo venerdì, sempre più pazzo

Da doppiatrice è sostituita da:
- Stefania Romagnoli in Mr. Pickles